# ماسون سبنسر
ماسون سبنسر (بالإنجليزية: Mason Spencer) هو محامي وسياسي أمريكي، ولد في 11 يونيو 1892 بباتون روج في الولايات المتحدة، وتوفي في 12 يونيو 1962. حزبياً، نشط في الحزب الديمقراطي. وقد انتخب عضو مجلس نواب لويزيانا.